# Seznam nosilcev zlatega znaka usposobljenosti - vojaški reševalec
Seznam nosilcev zlatega znaka usposobljenosti - vojaški reševalec.

## Seznam
(datum podelitve - ime)
- 11. junij 2002 - Marko Pogorevc